# Chalais (Dordogne)

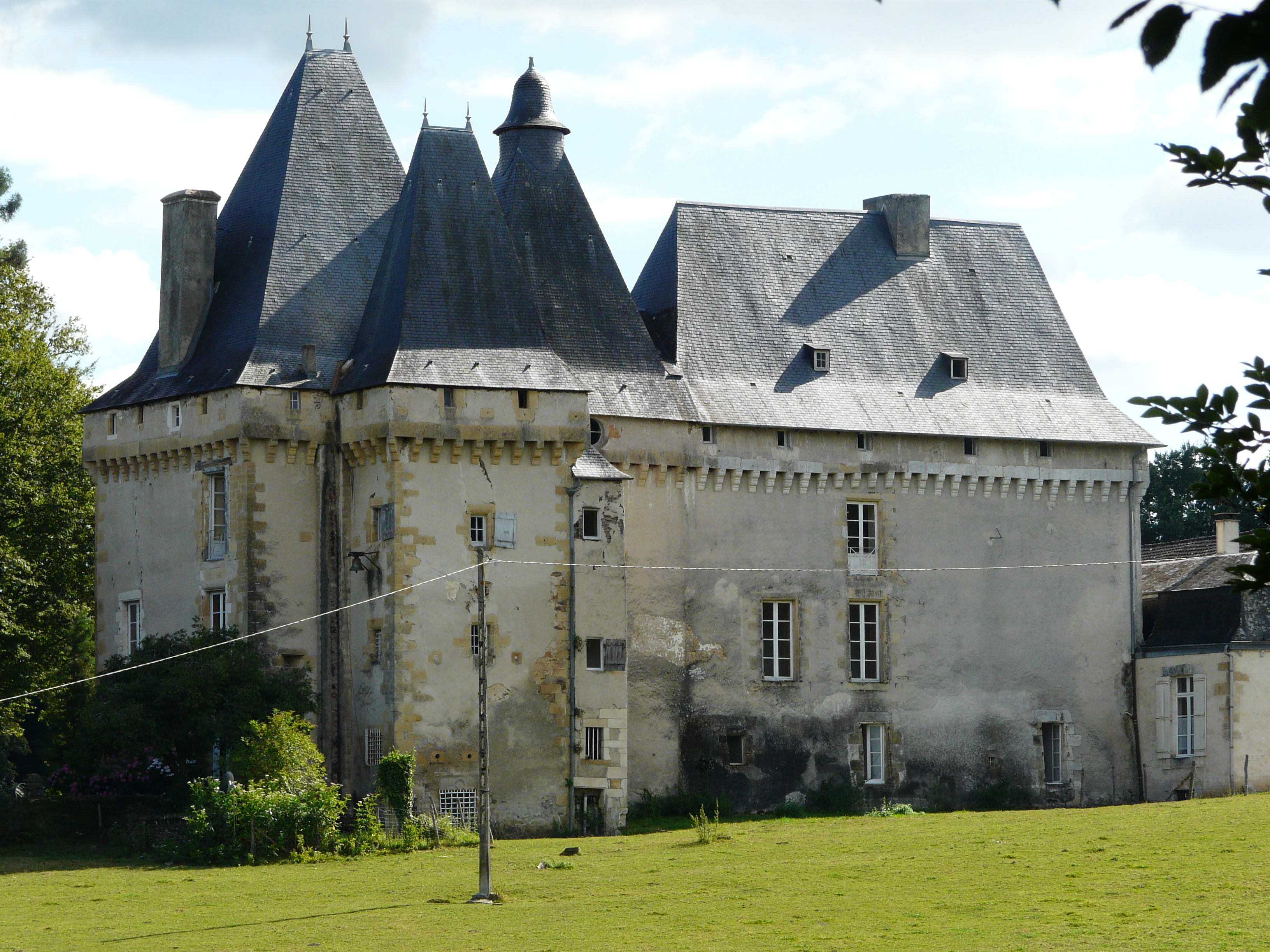
Chalais

Chalais (ook wel Chaleix genoemd) is een gemeente in het Franse departement Dordogne (regio Nouvelle-Aquitaine) en telt 435 inwoners (1999). De plaats maakt deel uit van het arrondissement Nontron.

## Geografie
De oppervlakte van Chaleix bedraagt 18,5 km², de bevolkingsdichtheid is 23,5 inwoners per km².
De onderstaande kaart toont de ligging van Chalais (Dordogne) met de belangrijkste infrastructuur en aangrenzende gemeenten.

## Demografie
Onderstaande figuur toont het verloop van het inwonertal (bron: INSEE-tellingen).